# 말레산
말레산(Maleic acid)은 2개의 카복실산기를 갖춘 분자인 다이카복실산의 하나인 유기 화합물이다. 화학식은 HO2CCH=CHCO2H이다. 푸마르산의 전신이다.

## 같이 보기
- 푸마르산
- 말산
- 말론산
- 석신산